# Gòl·lum

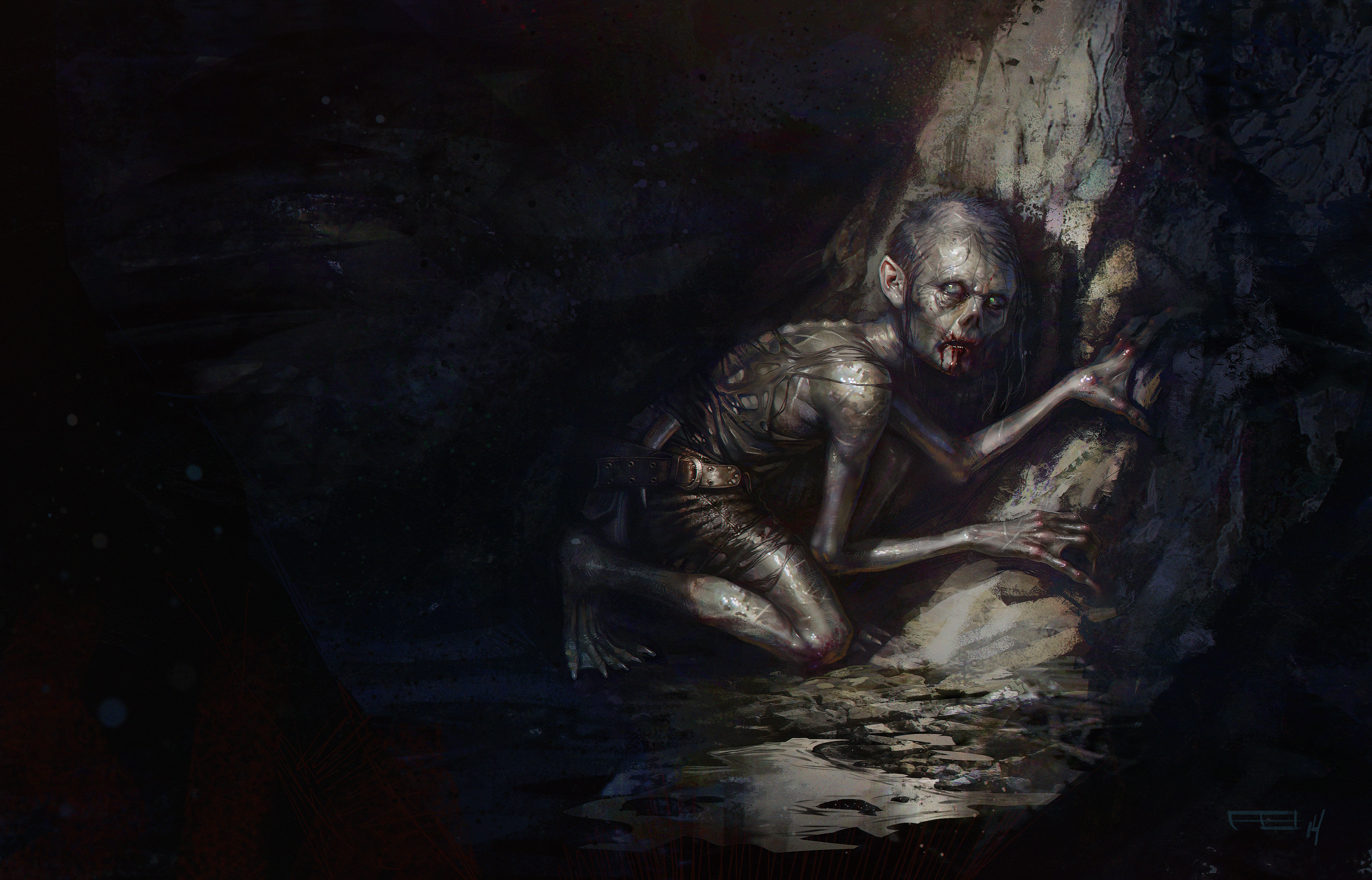
Gòl·lum

Gòl·lum és un personatge fictici de l'univers de J.R.R. Tolkien, la Terra Mitjana i protagonista principal de la seua novel·la El Senyor dels Anells. Originàriament era un hòbbit amb el nom de Sméagol, però en trobar l'Anell Únic va anar corrompent-se fins a convertir-se en una criatura deformada i retorçada completament dominada per la influència de l'anell. Aquesta mateixa influència també va prolongar la seva vida molts més anys del que era normal en els hòbbits. Pels desagradables sons guturals que emetia al parlar se'l va rebatejar amb el nom de Gòl·lum.

## Biografia

### Abans de la descoberta de l'Anell

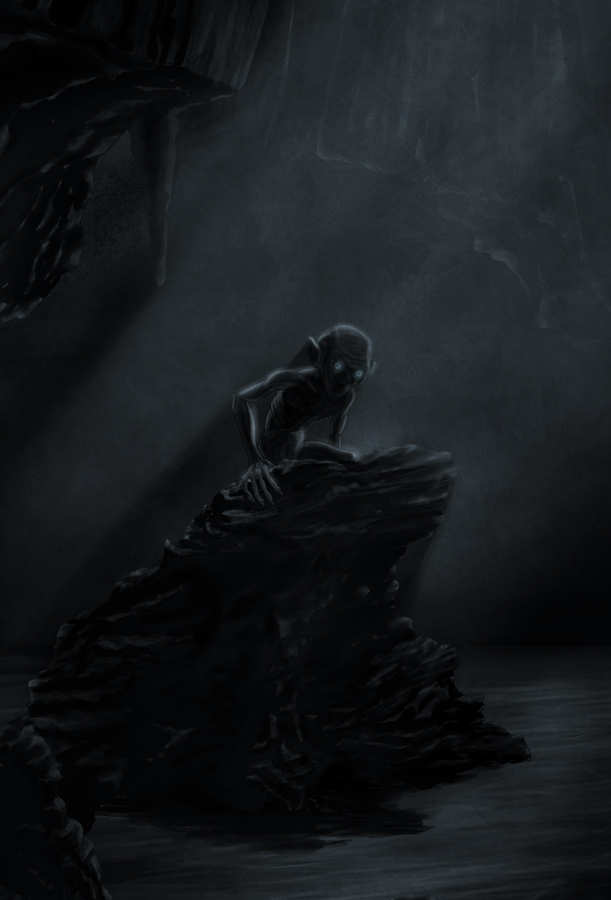
Gòl·lum

Sméagol era un hòbbit de la raça dels cepats, que vivia amb la seva família presidida per la matriarca, la seva àvia. L'any 2463 de la Tercera Edat, el dia del seu aniversari, estava pescant amb el seu cosí Déagol a les ribes dels Camps Llirials. Allí, Déagol va trobar per atzar l'Anell Únic, i de seguida va sentir-s'hi atret. Va reclamar-lo a Déagol com a regal d'aniversari, i quan aquest s'hi va negar, va estragular-lo. En molt poc temps Sméagol va veure's corromput per l'anell, essent expulsat per la seva gent i fugint a viure en una cova a les Muntanyes Boiroses. La maligna influència de l'anell va pervertir la ment i el cos del hòbbit, i va prolongar-li la vida més enllà dels límits naturals.
Durant més de quatre-cents anys va viure sota les Muntanyes Boiroses, alimentant-se de peix cru i d'orcs joves que anaven sols. Els seus ulls es van adaptar a la foscor, i la seva pell es va tornar fosca.
L'anell tenia voluntat pròpia, i entenent que a les mans d'una criatura miserable com Gòl·lum mai no assoliria el poder que anhelava, va decidir separar-se'n. Així, i sense adonar-se'n, Gòl·lum va "perdre" l'anell a la xarxa de coves circumdants que envoltava el llac subterrani que habitava.
El juliol de l'any 2941 el hòbbit Bilbo Saquet es va perdre i va trobar l'anell. Poc després es trobaria amb Gòl·lum, amb qui concursaria a un joc d'endevinalles. L'última endevinalla, "Què tinc a la meva butxaca?", va fer adonar a Gòl·lum que havia perdut l'anell i que Bilbo el tenia. Profundament alterat, va intentar matar Bilbo, però aquest es posà l'anell i escapà.

### El Senyor dels Anells
Desorientat per la pèrdua de l'Anell Gòl·lum va abandonar les Muntanyes a la recerca de Bilbo, però no el va trobar. Va anar a parar a les muntanyes de Mórdor, on conegué la monstruosa Arranyera. Allí fou capturat per les forces de Sàuron i se'l va obligar a revelar tot el que sabia de l'anell. Un cop el Senyor Fosc va saber que el tenien els Saquets de la Comarca, va ser alliberat, però Àragorn el va capturar just després.

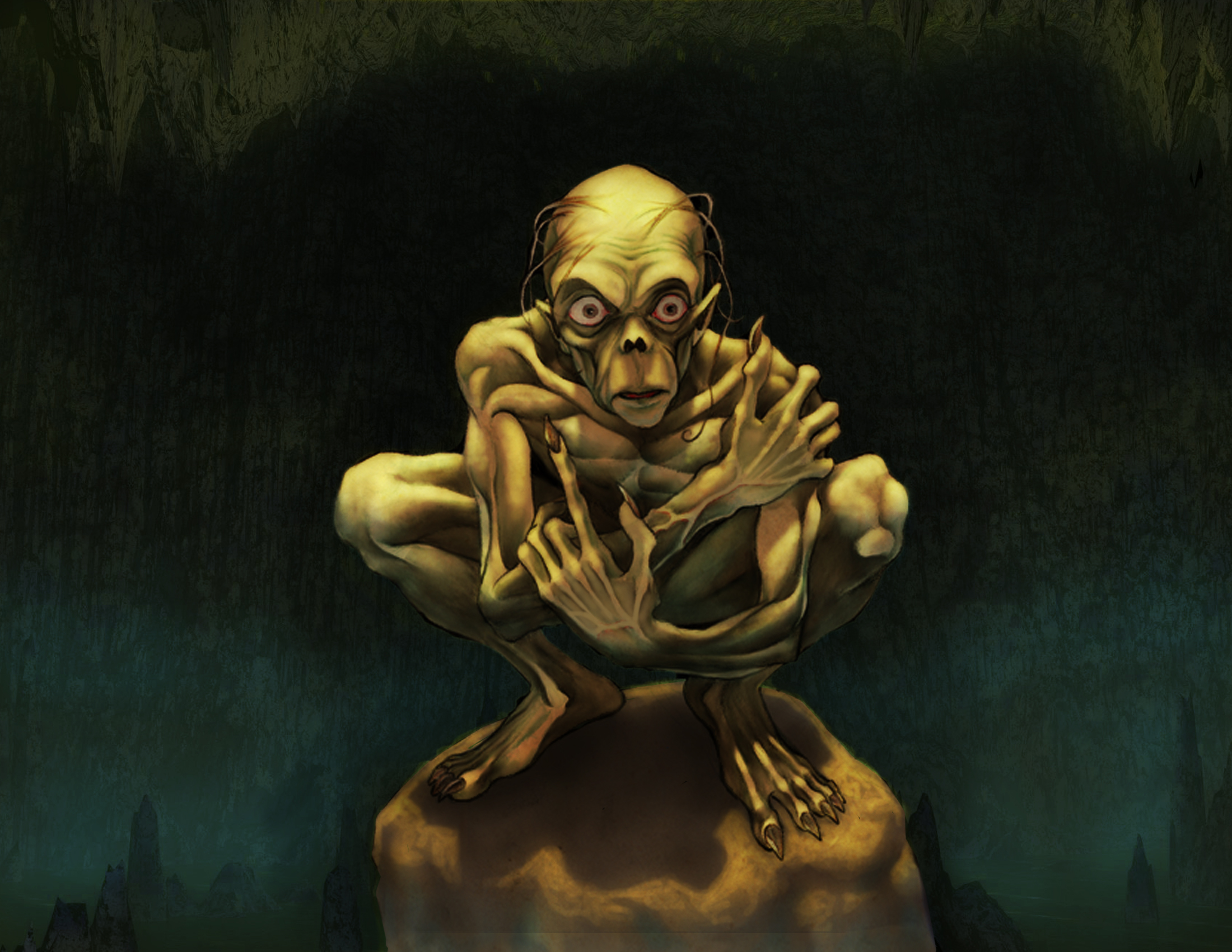
Gòl·lum

Àragorn el va portar davant de Gàndalf, que també el va interrogar i el va deixar en custòdia dels elfs del Bosc Llobregós, d'on va escapar.
Va trobar la Germandat de l'Anell a Mòria, i els va seguir la pista amb l'esperança d'apoderar-se de l'anell. Els va seguir a Lórien, a través de l'Ànduin, i a partir d'aquí va seguir Frodo i Sam per l'Emyn Muil. Allí, va intentar apoderar-se de l'Anell.
Frodo i Sam, però estaven alerta i després d'una batussa van capturar-lo. Van lligar-lo amb corda èlfica primer, i després van fer que els jurés "per l'anell" que no els trairia. Va ser el seu guia fins a la Porta negra, i quan van trobar-la tancada va proposar ruta de Cirith Úngol.
A les escales de Cirith Úngol va trair Frodo, fent-lo passar pel cau de l'Arranyera perquè aquesta el devorés. Gràcies a Sam, però, van poder escapar de l'Aranya i dels orcs, i van continuar el seu camí cap al Mont del Fat. Gòl·lum va continuar seguint-los d'amagat amb l'esperança de prendre l'anell quan en tingués l'oportunitat.
Quan Frodo va arribar al capdamunt de les esquerdes del fat i va declarar-se propietari de l'anell, Gòl·lum el va atacar. Els dos van lluitar, i quan Frodo es va posar l'anell, Gòl·lum li va arrancar el dit amb la boca per emportar-se'l. Ple de felicitat en haver recuperat l'anell, va relliscar i va caure a les esquerdes, on va ser destruït juntament amb la seva 'preciositat'.

## Adaptacions
A la trilogia de Peter Jackson de El Senyor dels Anells, es va obtenir Gòl·lum a través de la tecnologia digital. L'actor Andy Serkis posava veu a la criatura, i també l'interpretava en les escenes amb els actors. Mitjançant una tècnica puntera, s'esborrava digitalment Andy Serkis de cada fotograma i se'l substituïa per la imatge de Gòl·lum.
La veu del doblatge en català i en castellà d'aquest personatge en el món cinematogràfic fou l'actor i doblador Eduard Farelo i Nin.